# Rejectaria cocytalis
Rejectaria cocytalis är en fjärilsart som beskrevs av Achille Guenée 1854. Rejectaria cocytalis ingår i släktet Rejectaria och familjen nattflyn. Inga underarter finns listade.